# 張志學 (嘉靖進士)
張志學（1502年—？年），字叔行，四川重慶府長壽縣人，民籍。

## 生平
正月初八日生，行一，治《詩經》，由國子生中式四川鄉試第二十九名舉人，年四十三歲中式嘉靖二十三年甲辰科會試第一百三十名，第三甲第五十名進士。授行人，二十六年六月选授山东道試監察御史。

## 家族
曾祖張和；祖張藩；父張鈺；嫡母方氏；生母王氏。永感下。